# アール・キム
アール・キム（Earl Kim、1920年1月6日 - 1998年11月19日）は、韓国系アメリカ人の作曲家、音楽教育家。

## 略歴
カリフォルニア州ディヌバで韓国人の移民の両親に生まれた。9歳でHomer Grunにピアノを習い始め、まもなく作曲に興味を持った。カリフォルニア大学ロサンゼルス校に1939年から1940年まで通い、アルノルト・シェーンベルクの下で学んだ。第二次世界大戦中は軍に入って、戦後バークレー校でエルネスト・ブロッホとロジャー・セッションズの下勉強のため復帰した。そして1950年に学士号を取得し、修士号を取得、1967年にハーバード大学で2つ目の博士号を取得した。
1998年11月19日、マサチューセッツ州ケンブリッジの自宅で肺癌により亡くなった。 享年78。